# 1315
Portal Geschichte | Portal Biografien | Aktuelle Ereignisse | Jahreskalender | Tagesartikel

◄ |
13. Jahrhundert |
14. Jahrhundert
| 15. Jahrhundert | ►

◄ |
1280er |
1290er |
1300er |
1310er
| 1320er | 1330er | 1340er | ►

◄◄ |
◄ |
1311 |
1312 |
1313 |
1314 |
1315
| 1316 | 1317 | 1318 | 1319 | ► | ►►
Staatsoberhäupter  · Nekrolog
| Januar | Januar | Januar | Januar | Januar | Januar | Januar | Januar |
| Kw     | Mo     | Di     | Mi     | Do     | Fr     | Sa     | So     |
| 1      |        |        | 1      | 2      | 3      | 4      | 5      |
| 2      | 6      | 7      | 8      | 9      | 10     | 11     | 12     |
| 3      | 13     | 14     | 15     | 16     | 17     | 18     | 19     |
| 4      | 20     | 21     | 22     | 23     | 24     | 25     | 26     |
| 5      | 27     | 28     | 29     | 30     | 31     |        |        |
| ------ | ------ | ------ | ------ | ------ | ------ | ------ | ------ |

| Februar | Februar | Februar | Februar | Februar | Februar | Februar | Februar |
| Kw      | Mo      | Di      | Mi      | Do      | Fr      | Sa      | So      |
| 5       |         |         |         |         |         | 1       | 2       |
| 6       | 3       | 4       | 5       | 6       | 7       | 8       | 9       |
| 7       | 10      | 11      | 12      | 13      | 14      | 15      | 16      |
| 8       | 17      | 18      | 19      | 20      | 21      | 22      | 23      |
| 9       | 24      | 25      | 26      | 27      | 28      |         |         |
| ------- | ------- | ------- | ------- | ------- | ------- | ------- | ------- |

| März | März | März | März | März | März | März | März |
| Kw   | Mo   | Di   | Mi   | Do   | Fr   | Sa   | So   |
| 9    |      |      |      |      |      | 1    | 2    |
| 10   | 3    | 4    | 5    | 6    | 7    | 8    | 9    |
| 11   | 10   | 11   | 12   | 13   | 14   | 15   | 16   |
| 12   | 17   | 18   | 19   | 20   | 21   | 22   | 23   |
| 13   | 24   | 25   | 26   | 27   | 28   | 29   | 30   |
| 14   | 31   |      |      |      |      |      |      |
| ---- | ---- | ---- | ---- | ---- | ---- | ---- | ---- |

| April | April | April | April | April | April | April | April |
| Kw    | Mo    | Di    | Mi    | Do    | Fr    | Sa    | So    |
| 14    |       | 1     | 2     | 3     | 4     | 5     | 6     |
| 15    | 7     | 8     | 9     | 10    | 11    | 12    | 13    |
| 16    | 14    | 15    | 16    | 17    | 18    | 19    | 20    |
| 17    | 21    | 22    | 23    | 24    | 25    | 26    | 27    |
| 18    | 28    | 29    | 30    |       |       |       |       |
| ----- | ----- | ----- | ----- | ----- | ----- | ----- | ----- |

| Mai | Mai | Mai | Mai | Mai | Mai | Mai | Mai |
| Kw  | Mo  | Di  | Mi  | Do  | Fr  | Sa  | So  |
| 18  |     |     |     | 1   | 2   | 3   | 4   |
| 19  | 5   | 6   | 7   | 8   | 9   | 10  | 11  |
| 20  | 12  | 13  | 14  | 15  | 16  | 17  | 18  |
| 21  | 19  | 20  | 21  | 22  | 23  | 24  | 25  |
| 22  | 26  | 27  | 28  | 29  | 30  | 31  |     |
| --- | --- | --- | --- | --- | --- | --- | --- |

| Juni | Juni | Juni | Juni | Juni | Juni | Juni | Juni |
| Kw   | Mo   | Di   | Mi   | Do   | Fr   | Sa   | So   |
| 22   |      |      |      |      |      |      | 1    |
| 23   | 2    | 3    | 4    | 5    | 6    | 7    | 8    |
| 24   | 9    | 10   | 11   | 12   | 13   | 14   | 15   |
| 25   | 16   | 17   | 18   | 19   | 20   | 21   | 22   |
| 26   | 23   | 24   | 25   | 26   | 27   | 28   | 29   |
| 27   | 30   |      |      |      |      |      |      |
| ---- | ---- | ---- | ---- | ---- | ---- | ---- | ---- |

| Juli | Juli | Juli | Juli | Juli | Juli | Juli | Juli |
| Kw   | Mo   | Di   | Mi   | Do   | Fr   | Sa   | So   |
| 27   |      | 1    | 2    | 3    | 4    | 5    | 6    |
| 28   | 7    | 8    | 9    | 10   | 11   | 12   | 13   |
| 29   | 14   | 15   | 16   | 17   | 18   | 19   | 20   |
| 30   | 21   | 22   | 23   | 24   | 25   | 26   | 27   |
| 31   | 28   | 29   | 30   | 31   |      |      |      |
| ---- | ---- | ---- | ---- | ---- | ---- | ---- | ---- |

| August | August | August | August | August | August | August | August |
| Kw     | Mo     | Di     | Mi     | Do     | Fr     | Sa     | So     |
| 31     |        |        |        |        | 1      | 2      | 3      |
| 32     | 4      | 5      | 6      | 7      | 8      | 9      | 10     |
| 33     | 11     | 12     | 13     | 14     | 15     | 16     | 17     |
| 34     | 18     | 19     | 20     | 21     | 22     | 23     | 24     |
| 35     | 25     | 26     | 27     | 28     | 29     | 30     | 31     |
| ------ | ------ | ------ | ------ | ------ | ------ | ------ | ------ |

| September | September | September | September | September | September | September | September |
| Kw        | Mo        | Di        | Mi        | Do        | Fr        | Sa        | So        |
| 36        | 1         | 2         | 3         | 4         | 5         | 6         | 7         |
| 37        | 8         | 9         | 10        | 11        | 12        | 13        | 14        |
| 38        | 15        | 16        | 17        | 18        | 19        | 20        | 21        |
| 39        | 22        | 23        | 24        | 25        | 26        | 27        | 28        |
| 40        | 29        | 30        |           |           |           |           |           |
| --------- | --------- | --------- | --------- | --------- | --------- | --------- | --------- |

| Oktober | Oktober | Oktober | Oktober | Oktober | Oktober | Oktober | Oktober |
| Kw      | Mo      | Di      | Mi      | Do      | Fr      | Sa      | So      |
| 40      |         |         | 1       | 2       | 3       | 4       | 5       |
| 41      | 6       | 7       | 8       | 9       | 10      | 11      | 12      |
| 42      | 13      | 14      | 15      | 16      | 17      | 18      | 19      |
| 43      | 20      | 21      | 22      | 23      | 24      | 25      | 26      |
| 44      | 27      | 28      | 29      | 30      | 31      |         |         |
| ------- | ------- | ------- | ------- | ------- | ------- | ------- | ------- |

| November | November | November | November | November | November | November | November |
| Kw       | Mo       | Di       | Mi       | Do       | Fr       | Sa       | So       |
| 44       |          |          |          |          |          | 1        | 2        |
| 45       | 3        | 4        | 5        | 6        | 7        | 8        | 9        |
| 46       | 10       | 11       | 12       | 13       | 14       | 15       | 16       |
| 47       | 17       | 18       | 19       | 20       | 21       | 22       | 23       |
| 48       | 24       | 25       | 26       | 27       | 28       | 29       | 30       |
| -------- | -------- | -------- | -------- | -------- | -------- | -------- | -------- |

| Dezember | Dezember | Dezember | Dezember | Dezember | Dezember | Dezember | Dezember |
| Kw       | Mo       | Di       | Mi       | Do       | Fr       | Sa       | So       |
| 49       | 1        | 2        | 3        | 4        | 5        | 6        | 7        |
| 50       | 8        | 9        | 10       | 11       | 12       | 13       | 14       |
| 51       | 15       | 16       | 17       | 18       | 19       | 20       | 21       |
| 52       | 22       | 23       | 24       | 25       | 26       | 27       | 28       |
| 1        | 29       | 30       | 31       |          |          |          |          |
| -------- | -------- | -------- | -------- | -------- | -------- | -------- | -------- |

| Januar | Januar | Januar | Januar | Januar | Januar | Januar | Januar |
| Kw     | Mo     | Di     | Mi     | Do     | Fr     | Sa     | So     |
| 1      |        |        | 1      | 2      | 3      | 4      | 5      |
| 2      | 6      | 7      | 8      | 9      | 10     | 11     | 12     |
| 3      | 13     | 14     | 15     | 16     | 17     | 18     | 19     |
| 4      | 20     | 21     | 22     | 23     | 24     | 25     | 26     |
| 5      | 27     | 28     | 29     | 30     | 31     |        |        |
| ------ | ------ | ------ | ------ | ------ | ------ | ------ | ------ |

| Februar | Februar | Februar | Februar | Februar | Februar | Februar | Februar |
| Kw      | Mo      | Di      | Mi      | Do      | Fr      | Sa      | So      |
| 5       |         |         |         |         |         | 1       | 2       |
| 6       | 3       | 4       | 5       | 6       | 7       | 8       | 9       |
| 7       | 10      | 11      | 12      | 13      | 14      | 15      | 16      |
| 8       | 17      | 18      | 19      | 20      | 21      | 22      | 23      |
| 9       | 24      | 25      | 26      | 27      | 28      |         |         |
| ------- | ------- | ------- | ------- | ------- | ------- | ------- | ------- |

| März | März | März | März | März | März | März | März |
| Kw   | Mo   | Di   | Mi   | Do   | Fr   | Sa   | So   |
| 9    |      |      |      |      |      | 1    | 2    |
| 10   | 3    | 4    | 5    | 6    | 7    | 8    | 9    |
| 11   | 10   | 11   | 12   | 13   | 14   | 15   | 16   |
| 12   | 17   | 18   | 19   | 20   | 21   | 22   | 23   |
| 13   | 24   | 25   | 26   | 27   | 28   | 29   | 30   |
| 14   | 31   |      |      |      |      |      |      |
| ---- | ---- | ---- | ---- | ---- | ---- | ---- | ---- |

| April | April | April | April | April | April | April | April |
| Kw    | Mo    | Di    | Mi    | Do    | Fr    | Sa    | So    |
| 14    |       | 1     | 2     | 3     | 4     | 5     | 6     |
| 15    | 7     | 8     | 9     | 10    | 11    | 12    | 13    |
| 16    | 14    | 15    | 16    | 17    | 18    | 19    | 20    |
| 17    | 21    | 22    | 23    | 24    | 25    | 26    | 27    |
| 18    | 28    | 29    | 30    |       |       |       |       |
| ----- | ----- | ----- | ----- | ----- | ----- | ----- | ----- |

| Mai | Mai | Mai | Mai | Mai | Mai | Mai | Mai |
| Kw  | Mo  | Di  | Mi  | Do  | Fr  | Sa  | So  |
| 18  |     |     |     | 1   | 2   | 3   | 4   |
| 19  | 5   | 6   | 7   | 8   | 9   | 10  | 11  |
| 20  | 12  | 13  | 14  | 15  | 16  | 17  | 18  |
| 21  | 19  | 20  | 21  | 22  | 23  | 24  | 25  |
| 22  | 26  | 27  | 28  | 29  | 30  | 31  |     |
| --- | --- | --- | --- | --- | --- | --- | --- |

| Juni | Juni | Juni | Juni | Juni | Juni | Juni | Juni |
| Kw   | Mo   | Di   | Mi   | Do   | Fr   | Sa   | So   |
| 22   |      |      |      |      |      |      | 1    |
| 23   | 2    | 3    | 4    | 5    | 6    | 7    | 8    |
| 24   | 9    | 10   | 11   | 12   | 13   | 14   | 15   |
| 25   | 16   | 17   | 18   | 19   | 20   | 21   | 22   |
| 26   | 23   | 24   | 25   | 26   | 27   | 28   | 29   |
| 27   | 30   |      |      |      |      |      |      |
| ---- | ---- | ---- | ---- | ---- | ---- | ---- | ---- |

| Juli | Juli | Juli | Juli | Juli | Juli | Juli | Juli |
| Kw   | Mo   | Di   | Mi   | Do   | Fr   | Sa   | So   |
| 27   |      | 1    | 2    | 3    | 4    | 5    | 6    |
| 28   | 7    | 8    | 9    | 10   | 11   | 12   | 13   |
| 29   | 14   | 15   | 16   | 17   | 18   | 19   | 20   |
| 30   | 21   | 22   | 23   | 24   | 25   | 26   | 27   |
| 31   | 28   | 29   | 30   | 31   |      |      |      |
| ---- | ---- | ---- | ---- | ---- | ---- | ---- | ---- |

| August | August | August | August | August | August | August | August |
| Kw     | Mo     | Di     | Mi     | Do     | Fr     | Sa     | So     |
| 31     |        |        |        |        | 1      | 2      | 3      |
| 32     | 4      | 5      | 6      | 7      | 8      | 9      | 10     |
| 33     | 11     | 12     | 13     | 14     | 15     | 16     | 17     |
| 34     | 18     | 19     | 20     | 21     | 22     | 23     | 24     |
| 35     | 25     | 26     | 27     | 28     | 29     | 30     | 31     |
| ------ | ------ | ------ | ------ | ------ | ------ | ------ | ------ |

| September | September | September | September | September | September | September | September |
| Kw        | Mo        | Di        | Mi        | Do        | Fr        | Sa        | So        |
| 36        | 1         | 2         | 3         | 4         | 5         | 6         | 7         |
| 37        | 8         | 9         | 10        | 11        | 12        | 13        | 14        |
| 38        | 15        | 16        | 17        | 18        | 19        | 20        | 21        |
| 39        | 22        | 23        | 24        | 25        | 26        | 27        | 28        |
| 40        | 29        | 30        |           |           |           |           |           |
| --------- | --------- | --------- | --------- | --------- | --------- | --------- | --------- |

| Oktober | Oktober | Oktober | Oktober | Oktober | Oktober | Oktober | Oktober |
| Kw      | Mo      | Di      | Mi      | Do      | Fr      | Sa      | So      |
| 40      |         |         | 1       | 2       | 3       | 4       | 5       |
| 41      | 6       | 7       | 8       | 9       | 10      | 11      | 12      |
| 42      | 13      | 14      | 15      | 16      | 17      | 18      | 19      |
| 43      | 20      | 21      | 22      | 23      | 24      | 25      | 26      |
| 44      | 27      | 28      | 29      | 30      | 31      |         |         |
| ------- | ------- | ------- | ------- | ------- | ------- | ------- | ------- |

| November | November | November | November | November | November | November | November |
| Kw       | Mo       | Di       | Mi       | Do       | Fr       | Sa       | So       |
| 44       |          |          |          |          |          | 1        | 2        |
| 45       | 3        | 4        | 5        | 6        | 7        | 8        | 9        |
| 46       | 10       | 11       | 12       | 13       | 14       | 15       | 16       |
| 47       | 17       | 18       | 19       | 20       | 21       | 22       | 23       |
| 48       | 24       | 25       | 26       | 27       | 28       | 29       | 30       |
| -------- | -------- | -------- | -------- | -------- | -------- | -------- | -------- |

| Dezember | Dezember | Dezember | Dezember | Dezember | Dezember | Dezember | Dezember |
| Kw       | Mo       | Di       | Mi       | Do       | Fr       | Sa       | So       |
| 49       | 1        | 2        | 3        | 4        | 5        | 6        | 7        |
| 50       | 8        | 9        | 10       | 11       | 12       | 13       | 14       |
| 51       | 15       | 16       | 17       | 18       | 19       | 20       | 21       |
| 52       | 22       | 23       | 24       | 25       | 26       | 27       | 28       |
| 1        | 29       | 30       | 31       |          |          |          |          |
| -------- | -------- | -------- | -------- | -------- | -------- | -------- | -------- |

## Ereignisse

### Politik und Weltgeschehen

#### Westeuropa
- 26. April: König Robert the Bruce eröffnet zur Zeit der schottischen Unabhängigkeitskriege in Ayr das erste schottische Parlament.
- Bestärkt durch ihre militärischen Erfolge gegen England beginnen schottische Truppen eine Invasion in Irland.

#### Heiliges Römisches Reich

##### Reichsitalien
- 29. August: Beim heutigen Montecatini Terme findet die Schlacht bei Montecatini statt. Gegner sind die Städte Pisa unter ihrem staufischen Herrn Uguccione della Faggiola und Lucca auf der einen sowie eine Koalition der Städte Florenz, Siena, Prato, Pistoia, Arezzo, Volterra, San Gimignano und ihre neapolitanischen Verbündeten unter Philipp I. von Tarent auf der anderen Seite. Sieger der Auseinandersetzung bleiben entgegen allen Erwartungen Pisa und Lucca. Die Stadt Montecatini, die zuvor zwei Jahre unter florentinischer Herrschaft gestanden hat, wird belagert und von den Pisanern erobert.

##### Eidgenossenschaft

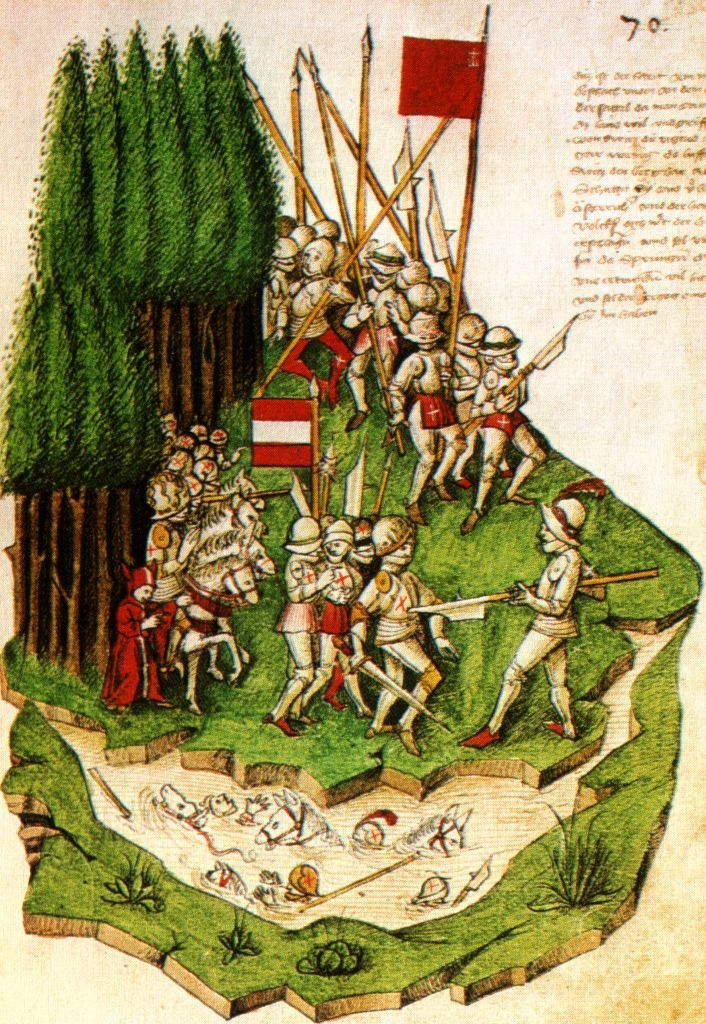
Schlacht am Morgarten nach einer Illustration in der Berner Chronik, 1483

- 15. November: Die Eidgenossen besiegen in der Schlacht am Morgarten die Habsburger unter Herzog Leopold I.
- 9. Dezember: Der Bund der Schweizer Urkantone Uri, Schwyz und Unterwalden wird im Bund von Brunnen erneuert, mit dem Entstehung und Wachstum der Alten Eidgenossenschaft weiter gefördert werden. Die erste Urkundliche Erwähnung des Wortes „Eidgenoze“ erfolgt im Bundesbrief von 1315.

#### Asien
- Kaiser Buyantu Khan aus der mongolischen Yuan-Dynastie versucht die unter der Song-Dynastie abgeschaffte Chinesische Beamtenprüfung wieder einzuführen. Damit möchte Buyantu, der trotz seiner mongolischen Herkunft ein Vertreter der chinesischen Interessen bei Hofe ist, den Konfuzianern einen verstärkten Zugang zur oftmals mit Nichtchinesen besetzten Verwaltung ermöglichen. Er erwirbt sich damit die Gegnerschaft der mongolischen Partei im Kaiserreich China unter seinen Neffen Qoshila und Toqa Timur.
- um 1315: Nach dem Niedergang von Bagan wird Sagaing Hauptstadt des Königreichs der Shan im heutigen Myanmar.

#### Stadtrechte und urkundliche Ersterwähnungen
- Biesenthal in Brandenburg erhält Stadtrechte.
- Meisenheim am Glan erhält Stadtrechte.
- Erste urkundliche Erwähnung von Schönenbuch, einer politischen Gemeinde im Bezirk Arlesheim des Kantons Basel-Landschaft in der Schweiz.
- Erste urkundliche Erwähnung von Traisa, einem Ortsteil der Gemeinde Mühltal im Landkreis Darmstadt-Dieburg in Hessen.

### Wirtschaft
- 22. Dezember: Unter dem Freisinger Fürstbischof Konrad III. dem Sendlinger beginnt die Erstellung der Konradinischen Matrikel, das die Besitzungen sämtlicher fürstbischöflicher Güter mit ihren Einnahmen aufführt. Die Matrikel dient für die meisten Kirchen des Bistums und für viele Ortschaften als erster urkundlicher Nachweis und ist eine wichtige Quelle der mittelalterlichen Namens- und Ortsnamenforschung.

### Kultur und Gesellschaft

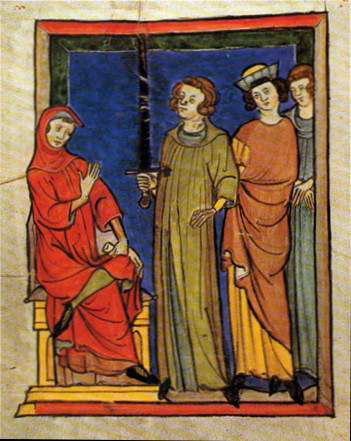
Gerichtsszene im Soester Nequambuch

- Die Stadt Soest gibt einem Maler den Auftrag, das Buch der Nichtsnutze anzufertigen. Jedem soll damit eindringlich vor Augen geführt werden, welche drastischen Strafen ihm drohen, wenn er sich nicht an Recht und Ordnung des Soester Stadtrechts hält.

### Religion
- 13. März: Hermann von Maltzan wird als Nachfolger des im Vorjahr verstorbenen Gottfried I. von Bülow zum Bischof von Schwerin gewählt. Die Bestätigung durch den zuständigen Erzbischof Jens Grand von Bremen erfolgt recht schnell, doch verweigert er ihm die Weihe als Bischof und macht diese am 22. Mai von der Zahlung von 1000 Mark Silber abhängig. Der verschuldete Hermann von Maltzan verweigert die überhöhten Geldforderungen und bezeichnete sich als Electus et Confirmatus in Episcopum Swerinensis. Er wird daraufhin von Jens Grand mit dem Bann belegt, doch auf Intervention Heinrichs des Löwen davon wieder befreit.
- 24. Oktober: Friedrich III. von Leibnitz wird als Nachfolger des verstorbenen Weichart von Polheim einstimmig zum Erzbischof von Salzburg gewählt.
- Das Mitte des Vorjahres ergebnislos auseinandergegangene Konklave zur Wahl eines Nachfolgers für Clemens V. tritt in Lyon auf Einladung des französischen Prinzen Philippe wieder zusammen. Es kann sich bis Ende des Jahres jedoch nicht auf einen Kandidaten einigen. Das Kardinalskollegium besteht aus drei Fraktionen, den Italienern, die eine Rückkehr des Papsttums nach Rom anstreben und den Franzosen, die ebenso wie die Gascogner einen Verbleib in Frankreich befürworten.

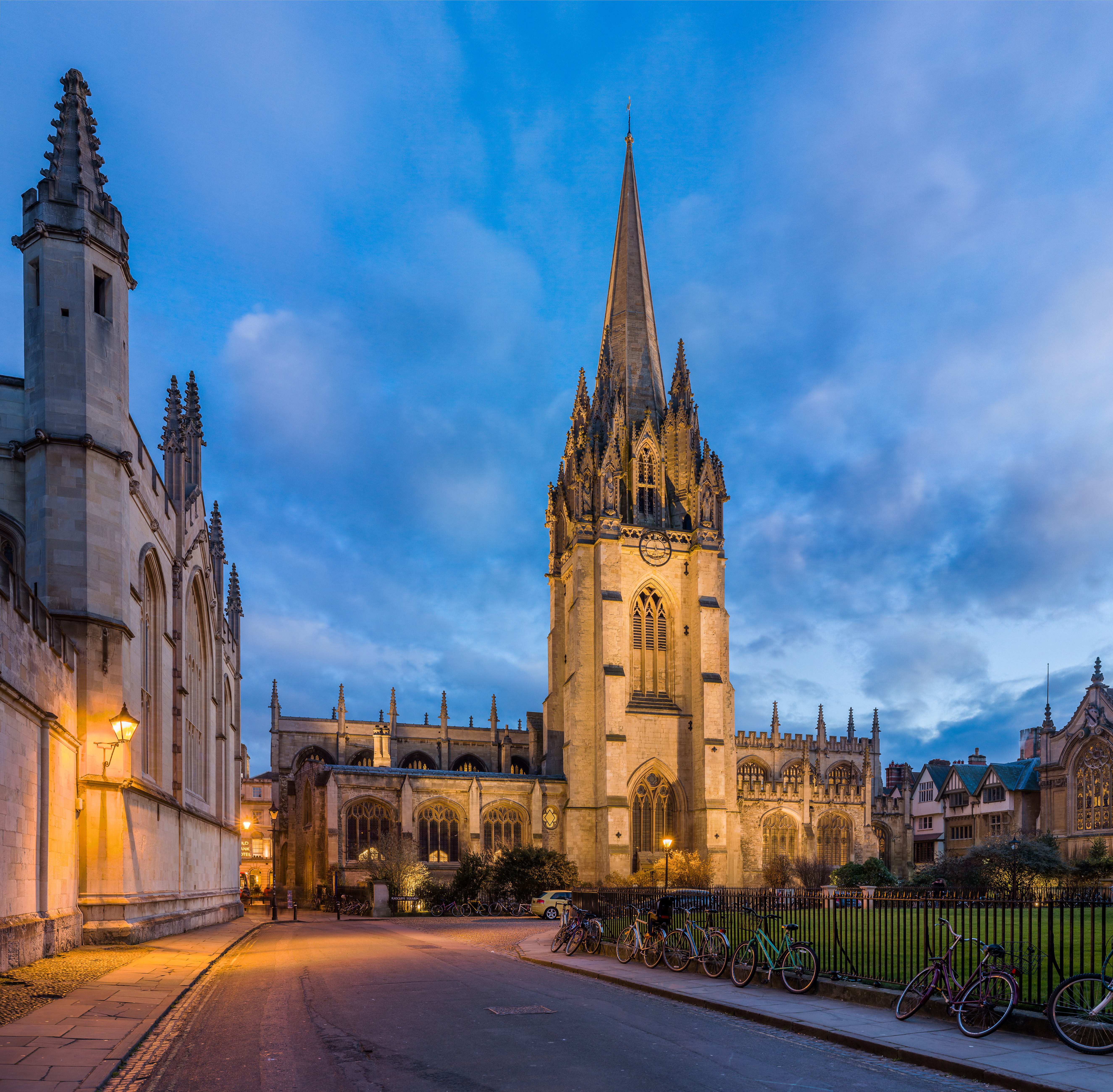
Church of St Mary the Virgin (Universitätskirche)

- In Oxford wird die Church of St Mary the Virgin errichtet.
- Heinrich VI. von Hohenberg wird Fürstabt der Reichsabtei Fulda.

### Katastrophen
- 3. Dezember: In L’Aquila richtet ein Erdbeben Schäden an – die erste derartige Katastrophe in Dokumenten der Stadt.

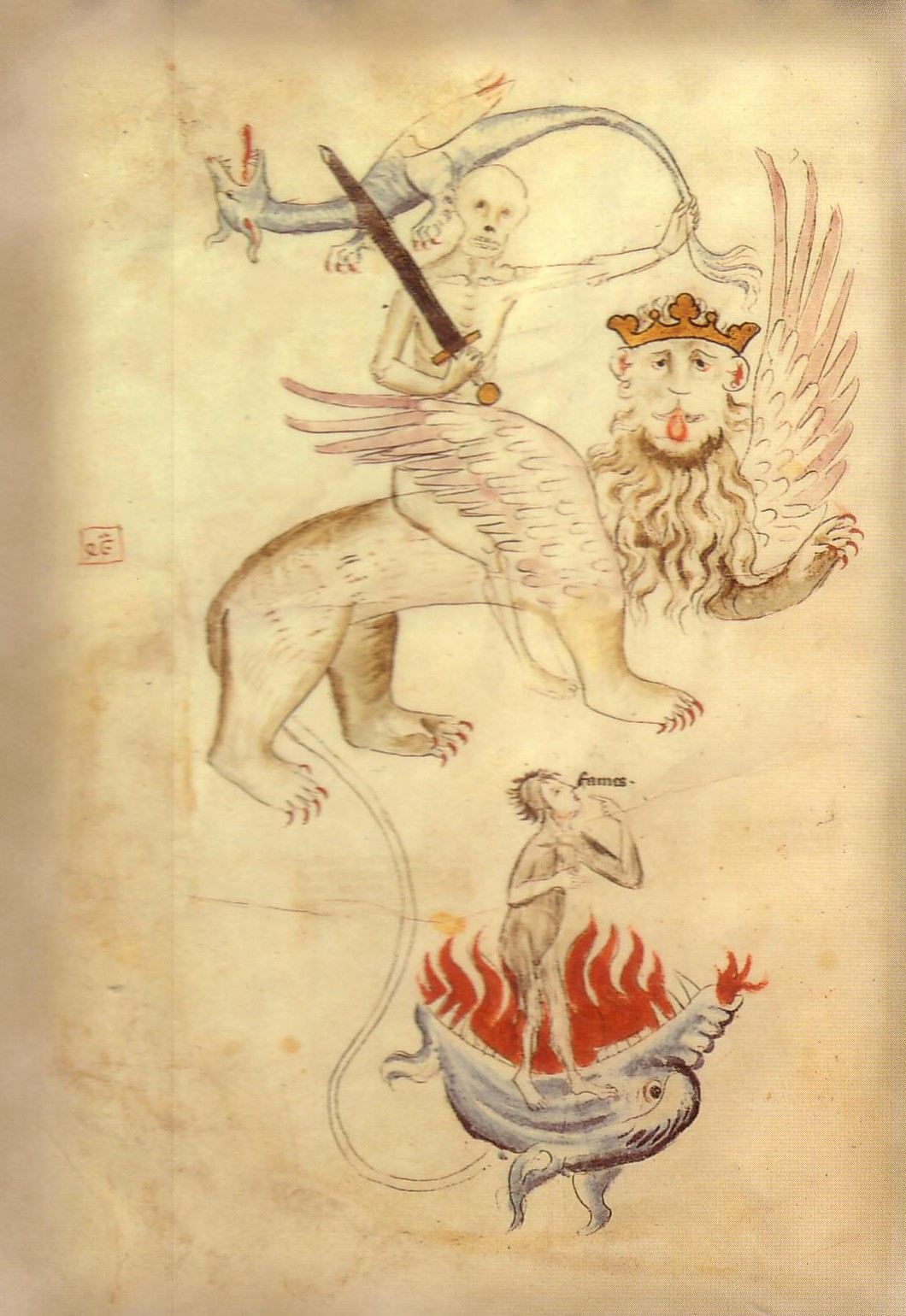
Der große Hunger in einer zeitgenössischen Darstellung

- Spätmittelalterliche Agrarkrise: Aufgrund von ununterbrochenem Regen bricht eine bis 1317 dauernde europaweite Hungersnot aus.

## Geboren

### Geburtsdatum gesichert
- 22. Februar: Chunghye Wang, 28. König des koreanischen Goryeo-Reiches († 1344)
- 5. April: Jakob III., König von Mallorca († 1349)
- 14. April: Muhammad IV., Emir von Granada († 1333)
- 20. Mai: Jutta von Luxemburg, böhmische Prinzessin und Kronprinzessin von Frankreich († 1349)

### Genaues Geburtsdatum unbekannt
- Mai: Ludwig V., Herzog von (Ober-)Bayern, Markgraf von Brandenburg und Graf von Tirol († 1361)
- Albrecht IV., Herzog von Sachsen-Lauenburg († 1344)
- Wilhelm II., Graf von Katzenelnbogen († 1385)

### Geboren um 1315
- Hafis, persischer Dichter († 1390)
- John Fitzwalter, englischer Adeliger († 1361)
- Johannes Hiltalingen von Basel, Augustiner und theologischer Schriftsteller, Bischof von Lombez († 1392)
- Simon Langham, englischer Prälat und Politiker († 1376)

## Gestorben

### Todesdatum gesichert
- 13. Februar: Johann I. von Chalon-Arlay, Herr von Arlay
- 2. April: Simon Ghent, Bischof von Salisbury (* um 1250)
- 30. April: Margarete von Burgund, Königin von Frankreich und Navarra (* um 1290)

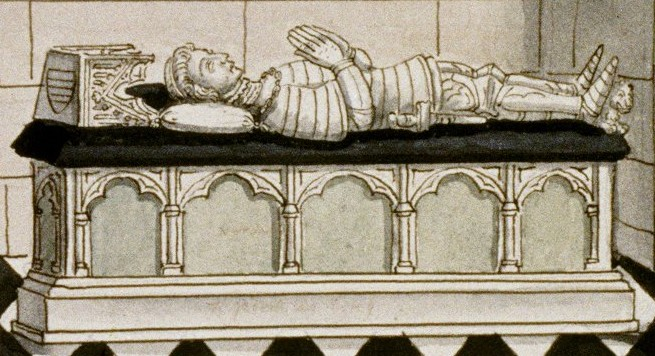
Sarkophag von Enguerrand de Marigny

- 30. April: Enguerrand de Marigny, Kammerherr des französischen Königs Philipp IV. (* um 1260)
- 9. Mai: Hugo V., Herzog von Burgund und Titularherrscher des Königreichs Thessaloniki (* 1294)
- 10. Mai: Agnes Blannbekin, österreichische Begine, Franziskanerin des Dritten Ordens und Mystikerin (* um 1250)
- 13. Mai: Adolf VI., Graf in Holstein und im Gebiet Schaumburg (* 1256)
- 10. Juni: Heinrich von Bozen, Tiroler Arbeiter, Seliger der katholischen Kirche und Stadtpatron von Bozen (* um 1250)
- 12. August: Guy de Beauchamp, englischer Magnat (* um 1272)
- vor dem 27. August: Mesko I., Herzog von Ratibor und Herzog von Teschen (* zw. 1252 und 1256)
- 29. August: Pietro Tempesta, Graf von Eboli (* um 1292)
- 13. September: Ulrich I. von Colditz, Bischof von Naumburg
- 6. Oktober: Weichart von Polheim, Erzbischof von Salzburg (* 1263)
- 13. Dezember: Gaston I., Graf von Foix, Vizegraf von Castelbon und Béarn sowie Co-Herr von Andorra (* 1287)

### Genaues Todesdatum unbekannt
- Edward Burnell, englischer Adeliger (* um 1282)
- Johann II., Graf von Oldenburg
- Robert von Artois, Pfalzgraf von Burgund (* 1300)